# Tawan Vihokratana
Tawan Vihokratana (em tailandês: ตะวัน วิหครัตน์), mais conhecido como Tay (em tailandês: เต), nascido em 20 de julho 1991, é um ator, modelo e vlogger tailandês. Ele é mais conhecido por seu papel como Pete na séries: Kiss: The Series (2016), Kiss Me Again (2018) e Dark Blue Kiss (2019) da GMMTV.

## Infância e educação
Tawan nasceu em 20 de julho de 1991. Ele se formou na Faculdade de Economia da Universidade Chulalongkorn. 

## Carreira
Tawan fez sua estréia como ator com um papel coadjuvante no drama da GMM Room Alone em 2014, um programa de busca de talentos e reality show produzido pela GMM Grammy . Ele também atuou na série 2015 Ugly Duckling Series: Don't . Em 2016, ele teve um papel coadjuvante em U-Prince The Series: The Foxy Pilot e Kiss: The Series (2016), onde desempenhou o papel de "Pete". 
Em 2017, ele estrelou um papel principal como "Alan" na série dramática Secret Seven: The Series.  
Mais tarde, ele se tornou conhecido pelos papéis principais como "Pete" em Kiss Me Again (2018) e Dark Blue Kiss (2019) e como "Shin" em 3 Will Be Free (2019). 

## Vida pessoal
Seus hobbies incluem fotografia, badminton e viagens. Em 29 de junho de 2017, ele foi ordenado no Wat Bowonniwet Vihara.

## Filmografia

### Televisão
| Ano  | Título                                                | Papel   | Nota            |
| ---- | ----------------------------------------------------- | ------- | --------------- |
| 2014 | Room Alone: The Series                                | Warm    | Coadjuvante     |
| 2015 | Ugly Duckling Series: Don't                           | Ter     | Convidado       |
| 2015 | Room Alone 2: The Series                              | Warm    | Coadjuvante     |
| 2016 | Kiss: The Series                                      | Pete    | Coadjuvante     |
| 2016 | Lovey Dovey                                           | Dew     | Coadjuvante     |
| 2016 | U-Prince The Series: The Foxy Pilot                   | Phillip | Coadjuvante     |
| 2017 | Secret Seven                                          | Alan    | Papel Principal |
| 2018 | School Rangers                                        | Himself | Apresentador    |
| 2018 | Kiss Me Again                                         | Pete    | Papel Principal |
| 2018 | Rai Sanaeha                                           | Anukhom | Coadjuvante     |
| 2018 | Love Songs Love Series To Be Continued: Rueng Tee Koh | Win     | Papel Principal |
| 2018 | Our Skyy: Pete-Kao                                    | Pete    | Papel Principal |
| 2018 | TayNew Meal Date                                      | Himself | Apresentador    |
| 2018 | Traveling Fest                                        | Himself | Apresentador    |
| 2019 | Dark Blue Kiss                                        | Pete    | Papel Principal |
| 2019 | 3 Will Be Free                                        | Shin    | Papel Principal |
| 2019 | Sanae Hong Krueng                                     | Himself | Apresentador    |
| 2020 | Club Sapan Fine                                       |         | Coadjuvante     |
| 2020 | The Gifted: Graduation                                |         | Coadjuvante     |
| 2020 | I'm Tee, Me Too                                       |         | Coadjuvante     |
| 2020 | Raan Dok Ngiw                                         |         | Coadjuvante     |
| 2020 | Military of Love                                      |         | Coadjuvante     |